# Симптом Гордона
Симптом Гордона (також Рефлекс Гордона, англ. Gordon's sign, Gordon's reflex) — симптом, при якому стиснення литкового м'яза спричинює розгинальний підошовний (плантарний) рефлекс.
Названий на честь американського невролога Альфреда Гордона, який його вперше описав .